# ماك بارنت
ماك بارنت (بالإنجليزية: Mac Barnett)‏ هو كاتب وكاتب للأطفال أمريكي، ولد في 23 أغسطس 1982 في كاليفورنيا في الولايات المتحدة.

## وصلات خارجية
- الموقع الرسمي
- ماك بارنت على موقع IMDb (الإنجليزية)
- ماك بارنت على موقع ميوزك برينز (الإنجليزية)
- ماك بارنت على موقع قاعدة بيانات الفيلم (الإنجليزية)